# 万应远
万应远（1855年10月14日—1936年）美国北卡罗来纳州杜普林县人，美南浸信会派往中国的传教士，在中国传教超过50年时间。

## 生平
1855年10月14日，万应远出生于美国北卡罗来纳州杜普林县，毕业于北卡罗来纳大学。1881年3月大学毕业后，进入美南浸信会神学院学习，于1885年毕业。1886年，受美国浸信会差会派遣，与妻子一道来到中国。
来到中国之后，万应远起初在江苏镇江传教。由于上海老北门浸会堂牧师[晏玛太[]]逝世，万应远遂于清朝光绪十八年（1892年）调至上海接任。同时，当选为江苏浸会联合会教育委员会主席。光绪二十一年（1895年），万应远筹建了一所男校，即明强中学的前身。光绪三十一年（1905年），他又开办了一所专门收广东籍女童的小学校，即崇德女中的前身。同年，他还开办了一所供膳宿的圣经学校。
1900年庚子事变爆发，原先分散在各地的传教士避往上海，这时美北浸礼会和美南浸信会两大差会开始协议联合创办一所大学。1901年，万应远作为美南浸信会代表，与美北浸礼会代表柏高德磋商。1902年，美北浸礼会和美南浸信会决议在上海创办一所浸会大学及神学院，成立教育行政会负责校务，并遣万应远返回美国筹款。1903年，万应远博士在美国南部游说，向美南浸信会募得1.5万美元。1905年，柏高德博士在美国获得美北浸礼会和美南浸信会允许，加付美金4.5万元。合之前万应远筹得之款，总计6万美元，用于在上海买地、造房。
1905年9月，校董事会决议分设土地委员会、建筑委员会，以分别筹措土地与建筑校舍事宜（后来，土地委员会与建筑委员会合并）。1905年11月至12月，董事会选定并购置了距离上海外白渡桥约6英里的黄浦江滩边基地165.5亩（27.3英亩）为浸会大学和神学院的校址。
光绪三十二年（1906年），浸会神学院（Shanghai Baptist Theological Seminary，即沪江大学的前身）创建，万应远被选为神学院院长。1906年8月，校董事会在莫干山会议上议决先建思晏堂（Yates Hall）一栋、外国教员住宅四所、两层八间的中国式房二所、膳厅一所。同年10月16日，神学院在上海北四川路一幢租来的楼内开办。1907年春，开始建造校园建筑，历时八个月打好了思晏堂（Yates Hall）的地基。同年，北堂（North Hall）建成。同年9月，神学院从北四川路迁入新建的北堂。从1906年至1912年，万应远担任沪江大学教授。
民国7年（1918年），万应远筹到美国信徒的捐款与差会的拨款，再加上广东浸信会信徒的奉献，于是在北四川路白保罗路底（今四川北路新乡路底），购地建起了广东旅沪浸信会堂与崇德女中。
第一次世界大战之后，万应远在差会的授意下，出售了上海市内的一些房地产，在闸北北宝兴路底购入了一大片坟地，营造房屋，命名为“闸北浸会庄”。民国13年（1924年），浸会庄全部建成，明强中学、晏摩氏女中以及华人教师宿舍等迁入庄内。后来，又在两座校舍之间建造了一所“怀施堂”。

## 家庭
- 子：博良（Robert Thomas Bryan Jr，1892年－？）[4]